# Die Rabe

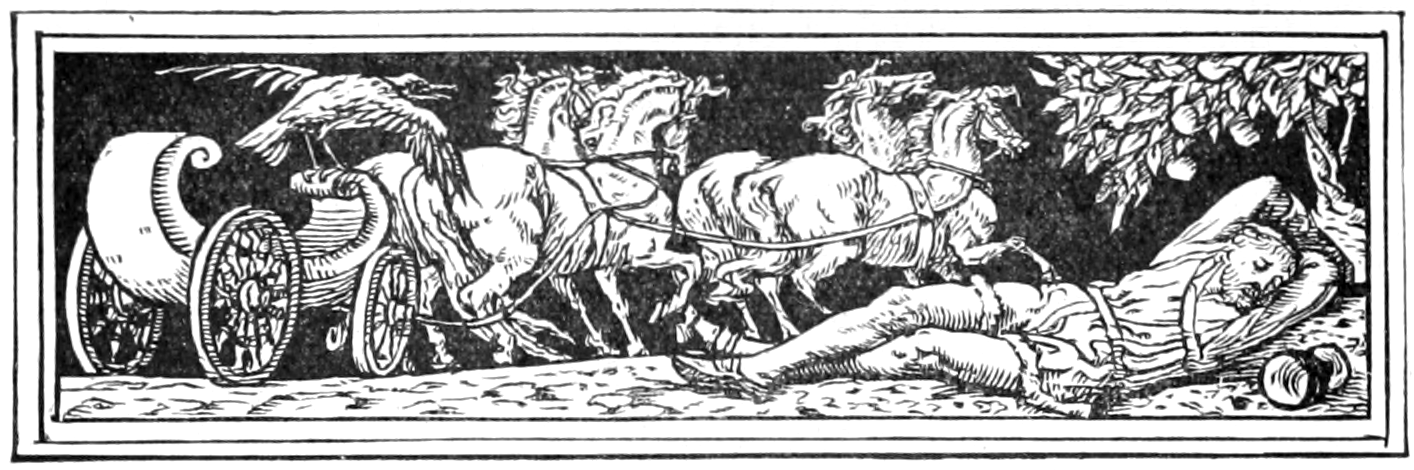
Illustration von Walter Crane, 1882

Die Rabe ist ein Märchen (ATU 400, 401, 518). Es steht in den Kinder- und Hausmärchen der Brüder Grimm an Stelle 93 (KHM 93).

## Inhalt
Ein Mädchen wird von seiner Mutter im Ärger in Rabengestalt verwünscht und fliegt von ihrem Arm in einen dunklen Wald. Es erklärt einem Mann, wie er es erlösen kann: In einem Haus in dem Wald sitzt eine alte Frau, deren Essen und Trinken solle er nicht nehmen, sondern auf der Lohhucke im Garten auf sie warten. Sie komme am ersten Tag in einem Wagen mit vier weißen Hengsten, am zweiten mit vier roten und am dritten mit vier schwarzen. Er nimmt aber jedes Mal einen Schluck vom Wein der Alten und schläft ein. Die Königstochter gibt ihm ein Brot, ein Stück Fleisch und eine Flasche Wein, die sich nie aufbrauchen, einen goldenen Ring und einen Brief, dass er sie erlösen kann, wenn er zum Schloss Stromberg kommt. Auf seinem Weg begegnet er zwei Riesen in einem dunklen Wald. Weil er das unerschöpfliche Essen hat, fressen sie ihn nicht, sondern suchen für ihn das Schloss und tragen ihn den weiten Weg. Es steht auf einem Glasberg. Er sieht die Königstochter, kann aber nicht zu ihr hinauf, und lebt ein Jahr in einer Hütte unten. Er nimmt drei Räubern einen magischen Stock, einen Tarnmantel und ein Pferd ab. Damit reitet er hoch, schlägt das Tor mit dem Stock auf und wirft unsichtbar den Ring in den goldenen, mit Wein gefüllten Kelch der Jungfrau. Sie findet ihren Erlöser vor dem Schloss auf dem Pferd. Als sie ihn begrüßt, steigt er ab, und sie heiraten.

## Sprache und Stil

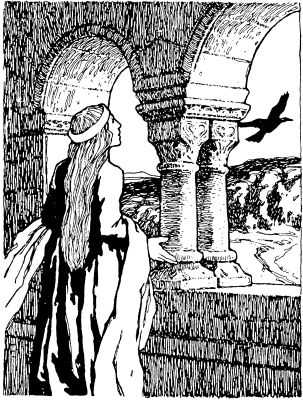
Illustration von Otto Ubbelohde, 1909

Die Rabe ist die verwünschte Prinzessin, das passt zum weiblichen Geschlecht des Wortes im Dialekt. Eine Lohhucke ist ein Holzhaufen (vgl. Hucke in KHM 90). Manche etwas unklare Formulierung entfiel zur 3. bzw. 6. Auflage, z. B. „wenn das ist, sagte der Riese, so bist du gut“ und „darauf sah er die verwünschte Jungfrau fahren“. Die mehrfache Überarbeitung mit langer Beibehaltung solcher Eigenheiten zeigt vielleicht Grimms besondere Wertschätzung für diesen Text. Hinzu kamen eher gängige Wendungen wie „nach Herzenslust“ (ab 3. Aufl.) und „es ist um dein Leben geschehen“ (ab 5. Aufl.).
Die drei verschiedenen Pferdegespänne und drei Wundergaben betonen die Dreiteilung der Handlung mit steigernden Erlösungsversuchen. Dabei folgen den Wundergaben der Prinzessin die der Räuber. Die ungeduldige Mutter erscheint wieder in der übergriffigen Alten. Das aufgezwungene Mahl entspricht der gestillten Gier der Riesen, wie auch das Glas Wein auf der Lohhucke dem Kelch auf dem Glasberg.

## Herkunft und Bearbeitung

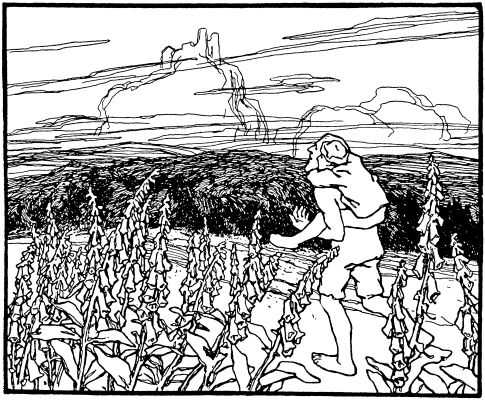
Illustration von Otto Ubbelohde, 1909

Grimms Anmerkung notiert zu Herkunft Aus der Leinegegend (von Georg August Friedrich Goldmann aus Hannover, wie KHM 90) und nennt einen ähnlichen Text bei Zingerle S. 239. Sie vergleichen Brünhilds Befreiung, zum Schloss auf dem Glasberg den Flammensaal der nordischen Sage, wie in Altdänische Lieder u. Märchen S. 31 und Anmerk. S. 496. 497, da Flamme und schimmerndes Glas sehr ähnlich seien, zum Glas Wein Grimhilds Vergessenstrank. Sie nennen noch KHM 25 Die sieben Raben, zum Kutschenmotiv einen Text aus der Braunschweiger Sammlung (ohne Verfasserangabe, Braunschweig 1801 bei Verleger Friedrich Bernhard Culemann), der auch KHM 92 Der König vom goldenen Berg ähnelt, zum Ring im Weinbecher das Hildebrandslied S. 79. Ein Fragmenttext aus Grimms Nachlass vom Königssohn, der sich nicht fürchtet enthält ebenfalls das Kutschenmotiv.
Der Text wurde zur 3. und zur 6. Auflage in Details logischer und sprachlich geglättet, ohne wesentliche Änderungen der Handlung. Ab der 6. Auflage ist die Mutter ausdrücklich Königin, das Kind „unartig“ (statt „unruhig“). Auch die Rabe ist ja „eine Königstochter von Geburt und bin verwünscht worden“ (vorher: „verwünscht worden, und eine Königstochter von Geburt“). Zur 3. Auflage entfiel das „doch“ aus ihrer Rede „ich weiß doch schon, daß er schläft“. Ab der 6. Auflage kündigt sie auf seine Frage „Was soll ich tun“ (vorher: „wie soll ich das anfangen“) gleich ihr dreimaliges Kommen an, statt ihn dann jeweils nur hierfür zu wecken. Das Verhalten der alten Frau, die ihn erst ab der 3. Auflage „armer Mann“ nennt, zeigt ab der 6. Auflage klarere Steigerung, indem sie beim dritten Mal die Schüsseln vor ihn hinstellt. Der Riese sagt ab der 3. Auflage „wenn das wahr ist, so kannst du ruhig bleiben“ (statt „wenn das ist, …, so bist du gut“) und nimmt sonst zunehmend etwas weniger Raum ein. Er bringt ab der 3. Auflage seine Landkarten nicht mehr herunter, sondern breitet sie aus und setzt ihn ab der 6. Auflage am Ziel nur ab, ohne weitere Reden und Abschiedsessen. Der Mann spottet nach Abnahme der Wundergaben ab der 3. Auflage über die „Bärenhäuter“ (vgl. KHM 101), die statt Riesen ab der 6. Auflage Räuber sind. Die Prinzessin fährt ab der 6. Auflage in ihrer Kutsche um das Schloss herum (vgl. KHM 69), wo er sie vorher nur fahren sieht. Das Pferd kann statt nur auf „den gläsernen Berg“ jetzt konsequenter „überall hin reiten“.

## Motivbezüge

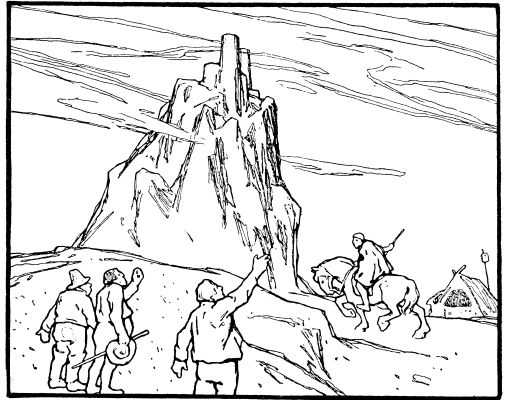
Illustration von Otto Ubbelohde, 1909

Ähnlich scheinen bei Grimm zur Verwandlung in Raben zunächst KHM 9 Die zwölf Brüder und KHM 25 Die sieben Raben, zum Erlösungsweg eher KHM 92 Der König vom goldenen Berg, KHM 193 Der Trommler und KHM 197 Die Kristallkugel. Dabei warten die Verwandelten ebenfalls auf dem Glasberg, in einem Schloss oder in großer Höhe. In KHM 92 und KHM 197 nimmt der Held drei Riesen ganz ähnliche Wundergaben ab. Vgl. ferner Märchen von der Jungfrau im Turm, wie KHM 12 Rapunzel, oder die Anmerkung zu KHM 6 Der treue Johannes. Das Haus im Wald und Grimms Formulierung, der Mann schlief so fest, als wäre er ein Stein erinnern an KHM 60, 69, 123 oder 169, der ausgeschlagene Wein der Hexe an KHM 22. Vgl. Hirsedieb in Ludwig Bechsteins Deutsches Märchenbuch.
Der Brief des Helden setzt in dieser Verwendung allgemeine Lesefähigkeit voraus, scheint also eine jüngere Einfügung. Er enthält sonst oft als Uriasbrief sein Todesurteil (KHM 29, 31). Die episodenhafte Erlösungsthematik hätte ansonsten Entsprechungen in spätmittelalterlicher Literatur. Erlösung ist hier Rückverwandlung zu menschlichem Leben und Partnerschaft. Alle Erotik ist aber sublimiert zu Hochzeitskuss und Ring im Weinkelch (s. a. KHM 25, 65, 67, 101, AaTh 947).
Die Rabe gehört zu Märchentyp AaTh 400 Mann auf der Suche nach der verlorenen Frau und nach Holmströms ursprünglicher weiterer Unterteilung zu Subtyp 2, der sich durch das verschlafene Stelldichein auszeichnet und in ganz Europa belegt ist. Er beginnt oft mit einem armen Soldaten, Spieler oder Verfolgung einer Hirschkuh. Der Schlaftrunk kann durch einen Apfel oder Nadelstich des Dieners ersetzt sein. Die schwarze Rabengestalt der zu Erlösenden zeigt die Nähe zu Fassungen mit Qualnächten (wie KHM 92, 113, 121). Geradezu überdeutlich ist laut Christoph Schmitt die Aussage eines Reifungsvorsprunges der Frau, die sich schon von der Familie abgelöst hat und dem Mann hilft, erwachsen zu werden. So kann das Fasten, aber auch der Glasberg als Ausdruck eines Autonomiekonfliktes verstanden werden (vgl. KHM 197).

## Interpretation

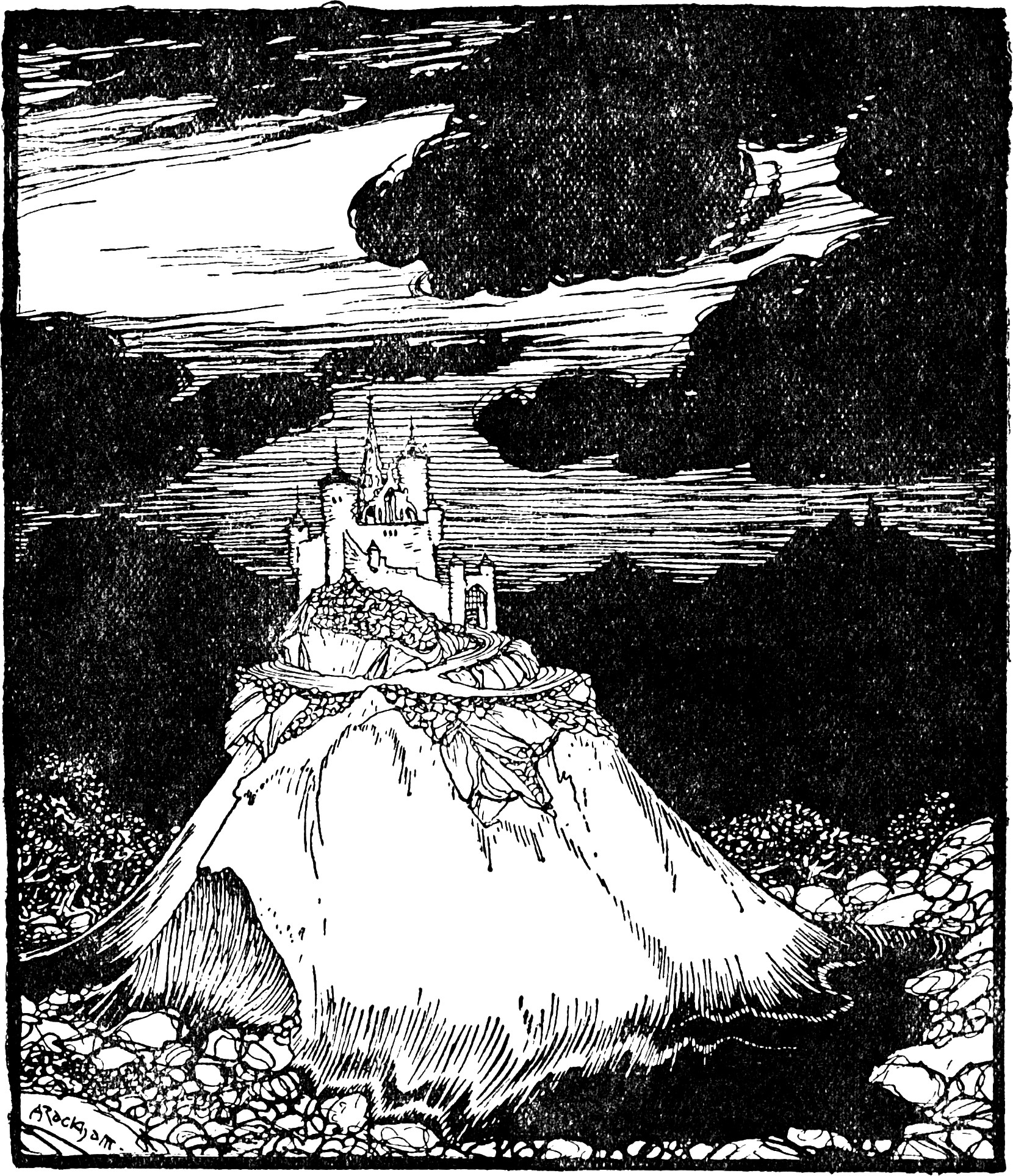
Illustration von Arthur Rackham, 1920

Sowohl das Federkleid als auch der Glasberg bedeuten nach Hedwig von Beit innere Absperrung herabgesunkenen oder entrückten Lebens. Brot und Wein sind christliche Symbole (Mk 14,22 ). Für Rudolf Meyer ist der Kelch das sakrale Bild, ein zunächst bloßes Gedankenerlebnis oder eine Erinnerung aus Kopfsphären in Herzenstiefen einzusenken, er nennt noch Der Rabe in Gian Bundis Märchen aus dem Bündnerland. Edzard Storck denkt beim Verstoßen des Kindes an den Sündenfall, beim Vogel an Platons gefiederte Seele (Phaidros), die den Suchenden überschwebt, den Wagen steuert. Anstelle erdenschwerer Nahrung tritt innere Speise. Bruno Bettelheim meint, da der Grund der Verwünschung nicht angegeben sei, habe das Kind wohl ein tabuisiertes sexuelles Verhalten gezeigt, womit es der Mutter wie ein Tier erschien.
Walter Scherf sieht nur eine Verkürzung des Typs Schwanenjungfrau auf den verpassten Termin, was nicht ein gebrochenes Verbot, sondern lediglich die Schwäche des Helden aufzeigt, ebenso unbestimmt seien dann die Motive des Wiederfindens, stets mache aber die Verwünschte selbst in auffälliger Gestalt den Jüngling auf sich aufmerksam. Scherf vergleicht Johann Wilhelm Wolfs Deutsche Hausmärchen (1851) Nr. 3 Die Prinzessin von Tiefenthal, Nr. 4 Von den achtzehn Soldaten, Nr. 13 Die zwölf Brüder, Nr. 34 Die dreizehn verwünschten Prinzessinnen, Nr. 20 Von der schönen Schwanenjungfer, Nr. 5 Das goldne Königreich, aber auch Märchen vom Typ AaTh 465 A wie Alexander Nikolajewitsch Afanassjews Geh ich weiß nicht wohin, hol ich weiß nicht was. Vgl. Von der schönen Schwanenjungfer in Johann Wilhelm Wolfs Deutsche Hausmärchen, Ulrich Jahns Volksmärchen aus Pommern und Rügen, Nr. 2 Der Jäger und der Sohn des Zwergkönigs, Nr. 3 Die Prinzessin auf dem Baum, Nr. 56 Die Königin von Siebenbürgen.

## Rezeption
Die Rabe ist der Titel eines 2019–2020 entstandenen Musiktheaterstücks für Kinder frei nach dem Märchen der Brüder Grimm von Claus Woschenko.